# Dane End Tributary
Der Dane End Tributary ist ein Wasserlauf in Hertfordshire, England. Er entsteht südlich von Aspenden und fließt in südlicher Richtung.  Er mündet unter dem Namen The Cuts in den River Beane südöstlich von Waton at Stone.